# Cistozira
Cistozira (lat. Cystoseira) je jedna od najučestalijih alga koje se nalaze u Jadranskom moru iz porodice Cystoseiraceae.

## Opis
Ona spada u skupinu smeđih algi. Može biti visoka do pola metra. Obrasta u mirnim i zaštićenim uvalama. Vrlo je razgranata i stvara guste podvodne nakupine. Cistozira je često bogat izvor hrane, pa i sklonište mnogim životinjama.

## Distribucija
Cistozira je jedan od najrasprostranjenijih rodova Fucalesovog reda i pruža bitno stanište mnogim epifitima, beskralježnjacima i ribama. Cistozira se uglavnom nalazi u umjerenim regijama sjeverne polutke, poput Sredozemnog, Indijskog i Tihog oceana.

## Bioindikatori
Cistozire ovise o dobroj kvaliteti vode i mogu se koristiti za bioindikaciju.

## Drugi projekti
|  | Zajednički poslužitelj ima još gradiva o temi Cystoseira |